# Jakobshavn Isbræ
Jakobshavn Isbræ eller Ilulissat Isbræ  eller Sermeq Kujalleq er en isbræ eller gletsjer, der får tilført is fra Grønlands indlandsis. Den blev i 2004 optaget på UNESCO´s Verdensarvliste. Isbræen har en tykkelse på 680 m og er 7.500 m bred, og den er med en fart på op til 46 m om dagen verdens hurtigste isstrøm. Hver dag sender den 70-86 mio. tons is gennem Jakobshavn Isfjord eller Ilulissat Isfjord (også kaldet Kangia) og ud i den nærliggende Diskobugt. Det svarer til ca. 35 km3 isfjelde om året.
Der er gennem de sidste 150 år sket en stor afsmeltning og gletcherkanten er nu længere tilbage end på noget andet tidspunkt siden holocæn-perioden for 4-8.000 år siden. At den lokale havstrøm har ført betydeligt varmere bundvand ind i fjorden end tidligere har formentlig været medvirkende til den øgede afsmeltning og opbrydning.